# Ben-Hur
|  | For filmatiseringer af romanen se Ben-Hur (film) |
 Der er for få eller ingen kildehenvisninger i denne artikel, hvilket er et problem. Du kan hjælpe ved at angive troværdige kilder til de påstande, som fremføres i artiklen.

Ben-Hur  "Ben-Hur: A Tale of the Christ" (En fortælling om Kristus) er en roman af Lew Wallace der blev offentliggjort den 12. november 1880 af Harper & Brothers.
Romanen var en bestseller, der overgik Harriet Beecher Stowes ”Onkel Toms Hytte” (1852) som den bedst sælgende amerikanske roman og beholdt den titel til udgivelsen af Margaret Mitchells ”Gone With The Wind (Borte med blæsten)” i 1936. Efter den meget succesrige 1959 MGM filmatisering, der vandt elleve oscars, overgik bogsalget ”Borte med blæsten”.  
Den var det første skønlitterære værk, der blev velsignet af en pave,  pave Leo 13..
Historien handler om Judas Ben-Hur, en jødisk prins og købmand i Jerusalem i begyndelsen af det 1. århundrede. Ben-Hurs barndomsven Messala kommer hjem som chef for de romerske legioner. De indser, hvor meget de hver især har  ændret sig. Under en militærparade falder en mursten fra taget af Judas hus og rammer næsten den romerske guvernør. Selv om Messala ved, at Ben-Hur familien er uskyldig, fordømmer han den. Uden retssag bliver Judas dømt til en romersk galej til sin død. Hans mor og søster bliver kastet i fængsel og familiens ejendom konfiskeret.
Med held overlever Juda. Han vender tilbage til Jerusalem for at få hævn over sin tidligere ven og redde sin familie. Parallelt med Ben-Hurs fortælling fortælles historien om Jesus, der kommer fra samme region, har samme alder som Ben Hur med samme tema om forræderi, overbevisning og forløsning. Ben-Hur inspireres af Kristus og hans følge, der udfordrer romerske tyranni og taler om et større kongerige.
Navnet "Ben Hur" er hebraisk for "Søn af hvidt lærred".

## Filmatiseringer
Wallaces roman er blevet filmatiseret flere gange, den mest berømte filmatisering er fra 1959, med Charlton Heston i hovedrollen som Judah Ben-Hur og Stephen Boyd som hans rival Messala. Filmen er instrueret af William Wyler og musikken er af Miklos Rozsa.